# Электронный бюджет
Электронный бюджет — единая система управления государственными и муниципальными (общественными) финансами Российской Федерации с применением информационных и телекоммуникационных технологий.

## История развития
Распоряжением Правительства РФ от 20 июля 2011 г. № 1275-р одобрена Концепция создания и развития Государственной интегрированной информационной системы (ГИИС) управления общественными финансами «Электронный бюджет». Ответственной за стратегию и координацию работы стала Правительственная комиссия по ИТ, оператором системы назначили Федеральное казначейство.
В 2012 г. Дмитрий Медведев, являясь президентом, подписал указ о национальном плане противодействия коррупции, в который, среди прочих мер, вошло и поручение для Правительства организовать внедрение Единого портала бюджетной системы РФ.
В бюджетном послании на 2013—2015 гг президент России Владимир Путин напомнил о необходимости внедрения ГИИС.
Единый портал был запущен в промышленную эксплуатацию 01.07.2015 Приказом Минфина России от 30.06.2015 г. № 192. При этом изменилась концепция развития ГИИС — увеличились объёмы работ (3 этапа вместо 2) и сроки (с 2015 г. на 2020 г.).
Все государственные и муниципальные учреждения обязали подключиться к порталу и работать с ним.
В сентябре 2016 первый заместитель министра финансов Татьяна Нестеренко заявила, что система позволит безболезненно сократить до 600 тысяч бухгалтеров.
С 2018 года в соответствии с Приказом Минфина РФ от 30.09.2016 № 168н все государственные (муниципальные) казенные учреждения формируют и ведут сметы с использованием ГИИС «Электронный бюджет». За нарушение установленного порядка ведения смет предусмотрена административная ответственность для лиц, допустивших нарушения (в соответствии со ст. 15.15.7. КоАП РФ это штраф от 10 до 30 тысяч рублей).
На июль 2019 года в этой системе ведут работу по формированию бюджета страны все участники бюджетного процесса, это более 10 тыс. организаций, по выполнению госзаданий, смет и др. Через «Электронный бюджет» заключаются все соглашения на предоставление субсидий.
В «Электронным бюджете» создана отдельная подсистема по управлению национальными проектами, реализуемыми в соответствии с майским указом президента до 2024 года. На июль 2019 года она работает меньше полугода, и в её работе фиксируются технические сбои и ошибки.